# Barry Windsor-Smith
Barry Windsor-Smith (nacido como Barry Smith, Londres, 25 de mayo de 1949), es un dibujante de cómics e ilustrador británico que ha editado su obra más conocida en Estados Unidos. Su reconocimiento internacional llegó como dibujante de Conan el Bárbaro, de Marvel Comics, en la etapa comprendida entre 1970 y 1974, en donde introdujo su peculiar estilo, plagado de diversas influencias artísticas, en especial de los prerrafaelistas.

## Primeros años
Barry Windsor-Smith nació en Forest Gate, Londres, en Reino Unido, el 25 de mayo de 1949, con nombre de nacimiento Barry Smith. Mostró habilidades artísticas desde sus primeros años y practico el dibujo copiando ilustraciones de Wally Wood publicadas en la revista Mad así como los trabajos de Leonardo da Vinci, sin tomar en cuenta qué era considerado o no bellas artes. Sus padres lo apoyaron en su educación artística cuando asistió al East Ham Technical College por tres años, obteniendo grados en Diseño Industrial e Ilustración.

## Carrera
En 1968 viajó a New York y se presentó en las oficinas de Marvel Comics, impresionando notablemente a Roy Thomas, que le encargó un número de X-Men, historieta que tuvo que dibujar en los bancos de los parques por haberse quedado sin dinero. El resultado, sin embargo, procuró a Windsor-Smith más trabajos para Marvel, aunque realizados desde Reino Unido al terminar su permiso de trabajo.
Conocido inicialmente como Barry Smith, ganó fama como dibujante principal de la serie Conan el Bárbaro, una adaptación del personaje literario de Robert E. Howard. Inicialmente su dibujo entroncaba con el estilo de Jack Kirby, pero en tan solo dos años evolucionó hasta una forma única y original, que bebía de los prerrafaelistas como Edward Burne-Jones o Dante Gabriel Rossetti, con obras como Clavos rojos, La Torre del Elefante y La hija del gigante helado .
Posteriormente se alejó un poco del mundo de la historieta para acercarse a la ilustración, al mismo tiempo que comenzaba a utilizar su nombre completo, agregándole el Windsor, y obtenía el status residencial en los Estados Unidos. Junto con Jeff Jones, Mike Kaluta y Bernie Wrightson formaron The Studio, cuyo trabajo se reflejaría con un libro homónimo publicado en 1979 por Dragon's Dream.
Volvió a Marvel en los 80 y trabajó en Iron Man y Weapon X entre otras, dando vida también a un concepto innovador del origen de Wolverine. 
En 1991 se convirtió en director creativo de Valiant Comics, logrando que se convirtiera en una editorial exitosa en sus ventas, con títulos como Shadowman, Archer and Armstrong, Eternal Warrior, Bloodshot o Turok, en algunos de los cuales trabajó directamente.
Tras su salida de Valiant, Windsor-Smith publica Barry Windsor-Smith: Storyteller para Dark Horse Comics, un proyecto antológico que duró nueve números y contenía tres líneas argumentales The Paradoxman, Young GODS, y The Freebooters. Fantagraphics Books ha publicado varias historias relacionadas con esos arcos argumentales, como Adastra en África, el personaje protagonista de Young GODS. 
Barry Windsor-Smith ha recibido numerosos premios del mundo del cómic.
En 2022 ganó tres Premios Eisner por Monsters, mejor álbum gráfico (nuevo), mejor guionista y dibujante (artista en solitario) y mejor rotulista.